# 白莲岩路
白莲岩路，安徽省合肥市的一条东西向道路，得名自白莲崖（岩）水库，目前仅建成皖山路至玉蕾路段。规划为北二环西延快速路工程的主体部分，东向通过董铺水库隧道连接清溪路快速路与二环路快速路，西向以白莲岩路枢纽联通 合肥绕城高速，并继续向西直至运河新城。目前沿路有联东U谷蜀山国际企业港、蜀山高科数字经济示范园等。

## 轨道交通
- █ 6号线西延段（规划）[4]